# Джоанн Ой
Джоанн Ой (нар. 13 грудня 1967) — сінгапурсько-американська екоактивістка, арт-дилерка, експертка з маркетингу, засновниця і генеральна директор ювелірного бренду Plukka.

## Ранні роки
Ой — старша дитина в родині лікарів-китайців із Сінгапуру. Вона народилася в Сінгапурі, але переїхала до Цинциннаті, штат Огайо, США. У 1989 році Ой закінчила Колумбійський університет та здобула ступінь юристки в Університеті Пенсільванії.

## Кар'єра
Джоанн Ой працювала креативною директором Shanghai Tang протягом семи років. Під час роботи в компанії Ой вирішила зосередитися на одязі, заснованому на традиційних китайських дизайнах і темах, при цьому продажі для «Shanghai Tang» зросли на 50 %. Ой також була однією із перших, хто використовували китайські моделі в міжнародних рекламних кампаніях, і їй приписують початок кар'єри китайської супермоделі Ду Жуан.
Починаючи з 2009 року Ой працювала генеральною директоркою екологічної організації Clean Air Network, яка займалася проблемами забруднення повітря та охорони здоров'я. Разом із іншою генеральною директором Clean Air Network Крістін Лох Джоанн Ой була номінована на список «100 найвпливовіших» журналу Time у 2011 році.
Ой часто говорить і коментує найрізноманітніші теми, зокрема роздрібну торгівлю розкішними товарами, електронну комерцію, цифровий маркетинг, творчість та підприємництво.

## Plukka
У грудні 2011 року Джоанн Ой запустила вебсайт електронної комерції, який спеціалізується на вишуканих ювелірних виробах «Plukka». Разом з Jai Waney Ой вирішила відкрити вебсайт, помітивши стрімку розмітку для дизайнерських прикрас. Бізнес-модель «Plukka» викликала хвилю в індустрії завдяки своїй платформі на замовлення, яка виключала посередників, пов'язаних із традиційним розповсюдженням ювелірних виробів. Такий підхід дозволяє підтримувати надзвичайно конкурентоспроможні ціни, пропонуючи орієнтовані та художні ювелірні вироби, які можна вважати надто ризикованими або креативними для звичайних роздрібних продавців.

## Особисте життя
Ой живе в Гонконзі зі своїм чоловіком Джоном і сином Семом.

## Нагороди
- 2011: Номінація Time 100 найвпливовіших людей у світі
- 2013: Найперспективніша підприємиця, Asia Pacific Entrepreneurship Awards[12]